# Dust (musikgrupp)
Dust var en amerikansk heavy metal-grupp som bildades 1969 av Richie Wise, Kenny Aaronson och Marc Bell.  
Kenny Kerner skrev gruppens texter, producerade albumen och var deras manager.  
Dust släppte sitt självbetitlade debutalbum 1971 på Kama Sutra Records. Deras andra och sista album Hard Attack kom 1972. Gruppen upplöstes samma år och alla medlemmar började spela med andra grupper. 
Bell började arbeta med Wayne County and the Backstreet Boys och Richard Hell & The Voidoids. 1978 började han spela med Ramones och kallade sig Marky Ramone. 
Aaronson började spela med Wayne County and the Backstreet Boys och Stories och arbetade som studiomusiker. Han har också turnerat med Edgar Winter, Joan Jett, Billy Idol, Joan Jett and the Blackhearts, Bob Dylan, Billy Idol, Billy Squier, Foghat, Brian Setzer, Mick Taylor, Dave Edmunds, Graham Parker, Hall and Oates, Leslie West Band, Rick Derringer, Blue Öyster Cult, Michael Monroe, Mountain, Robert Gordon, Joe Cocker, the Yardbirds, New York Dolls och Richard Barone med flera. 
Wise och Kerner började producera olika artister som till exempel Kiss.

## Medlemmar
Ordinarie medlemmar
- Richie Wise – gitarr, sång
- Kenny Aaronson – basgitarr
- Marc Bell – trummor

Bidragande musiker (studio)
- Fred Singer – keyboard (på albumet Hard Attack)

Annat
- Kenny Kerner – texter, production, management

## Diskografi
Studioalbum
- 1971 – Dust
- 1972 – Hard Attack

Singlar
- 1971 – "Love Me Hard" (promo)
- 1971 – "Stone Woman" / "Loose Goose"

Samlingsalbum
- 2004 – Dust / Hard Attack